# Flipkart
Flipkart Pvt Ltd. là một công ty thương mại điện tử Ấn Độ có trụ sở tại Bengaluru, Ấn Độ. Công ty được Sachin Bansal và Binny Bansal (không có họ hàng) thành lập vào tháng 10 năm 2007. Flipkart đã tung ra dòng sản phẩm riêng của mình dưới tên "DigiFlip" với các sản phẩm bao gồm máy tính bảng, ổ USB flash và túi xách cho máy tính xách tay. Tính đến tháng 5 năm 2018, công ty có giá trị 20 tỷ đô la Mỹ.
Vào tháng 5 năm 2018, Walmart đã tuyên bố ý định mua lại 77% cổ phần kiểm soát tại Flipkart với giá 16 tỷ đô la Mỹ, và đang chờ duyệt theo quy định.

## Lịch sử

Logo của Flipkart từ 2007 tới 2015

Flipkart được thành lập vào năm 2007 bởi Sachin Bansal và Binny Bansal, cả hai cựu sinh viên của Viện Công nghệ Delhi Ấn Độ. Họ làm việc cho Amazon.com, sau đó nghỉ việc để thành lập công ty mới vào tháng 10 năm 2007 với tên là Flipkart Online Services Pvt. Ltd. Trong năm 2010, Flipkart đã mua lại dịch vụ tìm sách xã hội có trụ sở tại Bangalore weRead từ Lulu.com.
Vào cuối năm 2011, Flipkart đã thực hiện một số vụ mua bán công ty liên quan đến phân phối kỹ thuật số, bao gồm Mime360.com và thư viện nội dung số của cổng thông tin Bollywood Chakpak. Vào tháng 2 năm 2012, công ty đã giới thiệu cửa hàng âm nhạc trực tuyến không mã DRM của mình với tên Flyte. Tuy nhiên, dịch vụ không thành công do sự cạnh tranh từ các trang web phát trực tuyến miễn phí và đã ngừng hoạt động vào tháng 6 năm 2013. Vào tháng 5 năm 2012, Flipkart đã mua lại Letsbuy, một công ty bán lẻ đồ điện tử trực tuyến. Vào tháng 5 năm 2014, Flipkart đã mua lại Myntra, một nhà bán lẻ thời trang trực tuyến, với giá 20 tỷ rupee (310 triệu USD).
Vào ngày 6 tháng 10 năm 2014, Flipkart đã tổ chức ngày bán hàng lớn trên dịch vụ mà nó quảng cáo là "Ngày bán hàng tiền tỷ". Sự kiện này tạo ra sự gia tăng lưu lượng truy cập dẫn đến các vấn đề kỹ thuật với trang web Flipkart, cũng như những lời chỉ trích trên truyền thông xã hội đối với một số giao dịch nhanh chóng hết hàng hoặc hàng hóa bị tăng giá.
Trong năm 2015, Flipkart mua Appiterate, một công ty tự động hóa tiếp thị di động tại Delhi. Flipkart nói rằng họ sẽ sử dụng công nghệ của Appiterate để nâng cao các dịch vụ di động của mình. Vào tháng 10 năm 2015, Flipkart đã mở lại sự kiện Ngày bán hàng tiền tỷ, lần này đổi thành một sự kiện kéo dài nhiều ngày và độc quyền trên ứng dụng di động Flipkart. Flipkart cũng tuyên bố rằng họ đã củng cố chuỗi cung ứng của mình và giới thiệu nhiều trung tâm hỗ trợ hơn để đáp ứng nhu cầu của khách hàng. Flipkart đạt tổng doanh thu hàng hóa 300 triệu đô la Mỹ trong suốt sự kiện này, với khối lượng lớn nhất đến từ bán hàng thời trang và giá trị lớn nhất đến từ điện thoại di động.
Vào tháng 12 năm 2015, Flipkart đã mua cổ phần nhỏ của công ty cung cấp bản đồ kỹ thuật số MapmyIndia. Công ty cho biết sẽ đăng ký giấy phép để giúp cải thiện hậu cần của việc giao hàng. Trong năm 2016, Flipkart mua lại nhà bán lẻ thời trang trực tuyến Jabong từ Rocket Internet với giá 70 triệu đô la Mỹ, và công ty startup về thanh toán di động UPI, PhonePe. Vào tháng 1 năm 2017, Flipkart đã đầu tư 2 triệu đô la Mỹ vào Tinystep, một công ty khởi nghiệp chuyên về thông tin nuôi dạy con cái.
Vào tháng 4 năm 2017, eBay tuyên bố sẽ đầu tư 500 triệu đô la Mỹ tiền mặt vào Flipkart, đổi lấy việc tiếp quản eBay.in. eBay quảng bá rằng quan hệ đối tác cuối cùng sẽ cho phép Flipkart tiếp cận với mạng lưới các nhà cung cấp quốc tế của eBay và ngược lại, nhưng những kế hoạch này chưa bao giờ thực sự được thực hiện. Vào tháng 7 năm 2017, Flipkart đã đề nghị mua lại Snapdeal với giá khoảng 700-800 triệu đô la Mỹ, nhưng Snapdeal đã từ chối (đòi giá ít nhất 1 tỷ đô la Mỹ).

## Cấu trúc kinh doanh
Trong một báo cáo ngày 25 tháng 11 năm 2014, một công ty thông tin truyền thông hàng đầu cho biết Flipkart đang hoạt động với một cơ cấu kinh doanh phức tạp bao gồm chín công ty, một số đăng ký tại Singapore và một số tại Ấn Độ. Vào năm 2012, những người đồng sáng lập Flipkart đã bán WS Retail cho một nhóm các nhà đầu tư do Rajeev Kuchhal đứng đầu.

## Giải thưởng
- Vào tháng 4 năm 2016, Sachin Bansal và Binny Bansal được đưa vào danh sách 100 người có ảnh hưởng nhất của tạp chí Time.[34]
- Vào tháng 9 năm 2015, hai nhà sáng lập công ty đã tham gia vào danh sách người giàu nhất Ấn Độ của Forbes với vị trí thứ 86 với giá trị ròng là 1,3 tỷ USD mỗi người.[35]
- Sachin Bansal được trao giải Doanh nhân của năm 2012-2013 của The Economic Times, một tờ báo hàng ngày nội dung kinh tế hàng đầu của Ấn Độ.[36]
- Flipkart.com được vinh danh là Young Turk của năm tại "Giải thưởng Lãnh đạo Doanh nghiệp Ấn Độ 2012" của CNBC TV 18 (IBLA).[37]